# Botho von Pressentin genannt von Rautter
Botho William Bernhard Gustav von Pressentin genannt von Rautter (* 14. Juni 1877 in Berlin; † 8. November 1955 in Bad Harzburg) war ein deutscher Major und Funktionär des Arbeitsdienstes.

## Leben
Er stammte aus dem mecklenburgischen Adelsgeschlecht von Pressentin genannt von Rautter, seine Eltern waren der gleichnamige Botho von Pressentin genannt von Rautter (* 1840; † 1912), Rittmeister a. D. und Jagdschriftsteller, und dessen zweite Ehefrau Margot von Frantzius (* 1846; † 1922), Tochter eines Konsuls und Gutsbesitzers. Botho jun. von Pressentin genannt von Rautter schlug bald eine militärische Laufbahn ein. 1914 war er Kompaniechef im Jägerbataillon von Neumann (1. Schlesisches) Nr. 5 und war in Hirschberg stationiert. Bei seiner Entlassung wurde er zum Major ernannt.
Später war er für den Reichsarbeitsdienst tätig und wurde Führer der Arbeitsgruppe 102 in Liegnitz. Im Dezember 1936 wurde er nach Frankfurt (Oder) versetzt, nachdem er dort zum Gauarbeitsführer ernannt wurde. Am 1. April 1937 wurde er zum Oberstarbeitsführer und später zum Generalarbeitsführer befördert. Als solcher wurde er spätestens 1941 vom Ministerpräsidenten Hermann Göring zum Preußischen Provinzialrat ernannt und wurde Nachfolger von Herbert Bormann-Jühnsdorf.
Seinen Lebensabend verbrachte Pressentin im niedersächsischen Bad Harzburg, war selbst nicht verheiratet. Er hatte zwei Schwestern, Irmgard und Hertha, beide verheiratet mit dem kgl. preuß. Max von Einsiedel. Und er hatte einen Bruder Helmuth. Horst-Hildebrandt von Einsiedel ist sein Neffe, Sohn von Schwester Irmgard.